# Gobernación de Mérida (equipo ciclista)
Gobernación de Mérida es un equipo de ciclismo amateur de Venezuela. Que ha sido patrocinado por la Gobernación del estado Mérida. y participa en distintas competiciones a nivel nacional.

## Historia
La historia del ciclismo en Mérida empieza de la siguiente manera: 
Hacia inicio de los años 20 en Caracas organizaron una carrera conocida como la Conquista de los Andes, esto con el objetivo de promocionar el uso y la compra de la bicicleta para el transporte y reparto de compras, esta carrera llegó a Mérida ya que el recorrido fue realizado por la carretera panamericana recién construida por Juan Vicente Gómez.
Don José Ricardo Matos organizaba torneo de fútbol llamado interbarrios luego carreras de bicicleta, al momento de organizar el deporte fue el primer presidente de la Asociación Merideña de Ciclismo. Luis Esquivel, fue seguidamente el segundo presidente del ente deportivo luego Vicente Chacón Pérez. 
En la ciudad de Mérida paralelamente, y en conjunto con la asociación, la Liga de Ciclismo del Distrito libertador, dirigida por Saúl Uzcátegui Barrios, era la encargada de organizar carreras entre ellas: El clásico de ciclismo de Radio Universidad, evento realizado en el sector del Paseo la Feria y luego en el Estadio Olímpico Guillermo Soto Rosa.
La mencionada liga tiene entre sus atributos la organización de: el Clásico Feria del Sol, Clásico de la Policía, ciudad de Ejido, Armada Nacional, logística de Vueltas al Táchira, Venezuela y Trujillo.

## Ciclistas más destacados
En ese proceso histórico los ciclistas más destacados son: Salvador Araque, Humberto Coll, Miguel Calderón, Carlos Lobo, Luis Dávila, primer merideño que corrió la vuelta a Venezuela.

## Finalmente nace Asamblea Legislativa - Educadores
Creado en el año 1976 para participar en diferentes competencias programadas por la Federación Venezolana de Ciclismo, junto a este equipo también formaron parte la Asamblea Legislativa del Estado Mérida y Educadores Mérida.
En ese entonces a mitad de los años 70, varios personajes aliados al ciclismo merideño entre ellos: Orlando Gutiérrez, Vicente Chacón Pérez y Saúl Uzcátegui Barrios, forman la primera escuadra con dos equipos Gobernación de Mérida y Educadores de Mérida, con ciclistas locales y foráneos para conformar ese primer equipo, se puede mencionar entre los primeros atletas a los colombianos Epifanio Arcila, Rodolfo Arce y a los locales Carlos Montilla, Alfonso Márquez, Miguel Díaz, Pascasio Peña, Luis Araque. Entre los triunfos más importantes está el de Arcila como campeón de los premios de montaña en la Vuelta al Táchira del 79, este equipo no obtiene el apoyo de los entes gubernamentales, quienes eran los principales financiadores, y la mayoría de ellos van a Trujillo a defender los colores de Ope - Policía de Trujillo y a Táchira al Club Brandy Martell.
Epifanio Arcila resulta campeón de la Vuelta al Táchira 1980, para luego regresar a Colombia y ser protagonista en la Vuelta a Colombia.  
A mitad de los años 80 retoman el proyecto con ciclistas criollos, nacidos en El Vigía: Richard Parra, Leonardo Hernández, Rafael Baltazar; de Santa Cruz de Mora Leonardo Sierra y de Mérida: Miguel Díaz, Modesto Quintero y Carlos Montilla; de Acarigua Alonso Montilla y los colombianos Juan Carlos Ropero y Rigoberto Caucedo, bajo la Dirección Deportiva de Arsenio Navas.
También con dos equipos Gobernación de Mérida y Asamblea Legislativa, al igual que en el año 1980 esta escuadra no tiene el recurso económico de la gobernación y la historia se repite los ciclistas son llamados a Trujillo a representar Policía de Trujillo - Triple Gordo y en el Táchira a Cadafe Uribante Caparo, Leonardo Sierra es campeón de la Vuelta Trujillo.
Luego por iniciativa del Gobierno Bolivariano del estado Mérida conjuntamente con la Alcaldía del municipio Pinto Salinas con la finalidad de fomentar el ciclismo en el estado.
Muchos pedalistas destacados en el ciclismo merideño han formado parte de las diferentes variaciones que ha tenido este equipo que ha participado en Vueltas al Táchira, Venezuela, Portuguesa, Costa Oriental del Lago, Zulia, Tovar, Trujillo, de la Juventud, Clásico de la Consolación de Táriba, Clásico de Bramón,  Clásico Día del Trabajador, en Valera; Clásico Ecos del Torbes, la Conquista de Los Andes, entre otros tantos, siempre siendo protagonista.
Junto al Instituto del Deporte Merideño, Indemer, Pdvsa y con iniciativa del pedalista Jose Rujano se refunda hacia el 2015 una vez más el equipo junto a representantes de El Vigía, Mérida, Santa Cruz de Mora y Tovar, en esta oportunidad Rujano obtuvo su cuarta victoria en esta edición de la Vuelta al Táchira 2015

## Instalaciones
El equipo tiene sede en Santa Cruz de Mora.

## Plantilla
Integrado por jóvenes talentos del estado Mérida, donde este deporte tiene una cantidad importante de adeptos y practicantes.